# Georg-Uschmann-Preis für Wissenschaftsgeschichte
Der Georg-Uschmann-Preis für Wissenschaftsgeschichte ist ein seit 1999 von der Leopoldina vergebener Preis für Wissenschaftsgeschichte.
Der Preis wurde von Eugen Seibold und Ilse Seibold gestiftet, ist mit bis zu 2000 Euro dotiert und wird alle zwei Jahre vergeben. Der Preis ist für Nachwuchswissenschaftler bestimmt und wird auf Wunsch der Stifter seit 2005 für herausragende Dissertationen vergeben. Er ist nach dem Wissenschaftshistoriker Georg Uschmann benannt.

## Preisträger
- 1999: Klaus Hentschel
- 2001: Torsten Rüting für Pavlov und der Neue Mensch. Diskurse und Disziplinierung in Sowjetrussland (Oldenburg Verlag)
- 2003: Carsten Reinhardt für seine Habilitationsschrift Physical Instrumentation and its Impact on Chemistry: Nuclear Magnetic Resonance and Mass Spectrometry, 1950-1980
- 2005: Gerhard Rammer für seine Dissertation Die Nazifizierung und Entnazifizierung der Physik an der Universität Göttingen
- 2007: Matthias Schemmel für seine Dissertation The English Galileo: Thomas Harriot’s work on motion as an example of preclassical mechanics (Springer Verlag 2008)
- 2009: Milena Wazeck für ihre Dissertation Einsteins Gegner. Die öffentliche Kontroverse um die Relativitätstheorie in den 1920er Jahren (Campus Verlag 2009)
- 2011: Viola Kristin Balz für ihre Dissertation Zwischen Wirkung und Erfahrung. Psychopharmaka neu denken. Eine historische Analyse der Wirksamkeitskonstruktionen der Neuroleptika in der Bundesrepublik Deutschland, 1950–1980.
- 2013: Elisabeth Rinner für ihre Dissertation Zur Genese der Ortskoordinaten in der Geographie des Klaudios Ptolemaios
- 2015: Nils Güttler für seine Dissertation (2012): Das Kosmoskop. Karten und ihre Benutzer in der Pflanzengeographie des 19. Jahrhunderts (Wallstein Verlag 2014)
- 2017: Gunthild Peters für ihre Dissertation Zwei Gulden vom Fuder. Mathematik der Fassmessung und praktisches Visierwissen im 15. Jahrhunderts
- 2019: Linda Richter für ihre Dissertation Semiotik, Physik, Organik. Formen des Wissens vom Wetter, 1750–1850
- 2021: Caterina Schürch für ihre Dissertation zur Frage, „wie Forschende aus den Bereichen Biologie, Physik und Chemie in der Zeit von 1918 bis 1939 kooperierten, um fundamentale physiologische Mechanismen aufzudecken“
- 2023: Josephine Musil-Gutsch für ihre Dissertation „Vergangenheit unter dem Mikroskop. Kooperative Forschungspraxis von Natur- und Geisteswissenschaften, 1880–1930“[1]